# Doris Frick
Doris Frick (Schaan, 28 novembre 1963) è una diplomatica liechtensteinese.

## Biografia
È nata a Schaan nel 1963 e ottenne il diploma di maturità al Liechtensteinisches Gymnasium.
Studiò economia alla Hochschule di San Gallo dal 1983 al 1992 (dove fu anche attiva nel campo della ricerca), conseguendo il dottorato nel gennaio del 1993 con una tesi sul tema del Liechtenstein e la liberalizzazione di capitali e servizi nel SEE.
Nello stesso anno entrò all'Ufficio degli Affari Esteri di Vaduz; nel 1995 e nel 1997 entrò in carica come vice rispettivamente del rappresentante permanente del Liechtenstein a Ginevra, occupandosi di questioni relative sia all'OMC che all'AELS, e dell'ambasciatore in Svizzera, lavorando sulle relazioni bilaterali con i paesi accreditati nel Principato.
Membro del partito Unione Patriottica, dal 2007 al 2011 è stata consigliera comunale di Balzers.

### Ambasciatrice in Svizzera
È entrata in carica come ambasciatrice a Berna il 26 marzo 2013, in successione a Hubert Büchel.
Nel gennaio 2021 ha rinnovato un accordo con la Svizzera volto a legare i due paesi nella promozione dell'innovazione scientifica, stipulato nel 2016 dal principe Luigi e da Johann Schneider-Ammann.

## Vita privata
Con il marito Pascal Burkard ha due figli: Elias e Livia.

## Pubblicazioni
- (DE) Die Liberalisierung des Kapitalverkehrs und der Finanzdienstleistungen in der EG und im EWR – Szenarien für Liechtenstein, 1993.